# Кузьмицкая, Мария Игнатьевна
Кузьмицкая Мария Игнатьевна (1902—1978) — советский олигофренопедагог.

## Биография
В 1954 году защитила диссертацию на сосискание ученой степени кандидата педагогических наук по теме "Основные трудности в решении арифметических задач учащимися вспомогательных школ".
Работала научным сотрудником в НИИ дефектологии АПН СССР. 
Занималась подготовкой кадров для воспитания умственно отсталых детей, вела практическую педагогическую деятельность. 
Пропагандист специальных педагогических знаний, работала в области повышения квалификации учителей-дефектологов.
Основные работы посвящены вопросам методики обучения истории во вспомогательных школах.

## Сноски
1. ↑  Генеральный алфавитный каталог РНБ. Дата обращения: 11 января 2013. Архивировано 17 ноября 2018 года.
2. ↑  Психологический институт РАО Архивная копия от 6 февраля 2012 на Wayback Machine  (недоступная ссылка с 18-05-2013 [4442 дня] — история)
3. ↑  Генеральный алфавитный каталог РНБ. Дата обращения: 11 января 2013. Архивировано 4 марта 2016 года.
4. ↑  Генеральный алфавитный каталог РНБ. Дата обращения: 11 января 2013. Архивировано 17 ноября 2018 года.
5. ↑  Генеральный алфавитный каталог РНБ. Дата обращения: 11 января 2013. Архивировано 15 ноября 2018 года.
6. ↑  Генеральный алфавитный каталог РНБ. Дата обращения: 11 января 2013. Архивировано 4 марта 2016 года.